# Laurence Olivier Award for Best Set Designer
Der Laurence Olivier Award for Best Set Designer (deutsch: Laurence Olivier Auszeichnung für den besten Bühnenbildner) war ein britischer Theater- und Musicalpreis, der von 1991 bis 2002 vergeben wurde.

## Geschichte und Hintergrund
Die Laurence Olivier Awards werden seit 1976 jährlich in zahlreichen Kategorien von der Society of London Theatre vergeben. Sie gelten als höchste Auszeichnung im britischen Theater und sind vergleichbar mit den Tony Awards am amerikanischen Broadway. Ausgezeichnet werden herausragende Darsteller und Produktionen einer Theatersaison, die im Londoner West End zu sehen waren. Die Nominierten und Gewinner der Laurence Olivier Awards „werden jedes Jahr von einer Gruppe angesehener Theaterfachleute, Theaterkoryphäen und Mitgliedern des Publikums ausgewählt, die wegen ihrer Leidenschaft für das Londoner Theater“ bekannt sind. Einer der Auszeichnungen war der Laurence Olivier Award for Best Set Designer. Der Preis wurde 1991 eingeführt und letztmals 2002 vergeben.

## Gewinner und Nominierte
Die Übersicht der Gewinner und Nominierten listet die nominierten Bühnenbildner und Produktionen. Der Gewinner eines Jahres ist grau unterlegt und fett angezeigt.

### 1991–1999
| Jahr                  | Designer                                                              | Produktion                     |
| 1991                  |                                                                       |                                |
| --------------------- | --------------------------------------------------------------------- | ------------------------------ |
| 1991                  | Mark Thompson                                                         | The Wind in the Willows        |
| 1991                  | Tom Cairns                                                            | Sunday in the Park with George |
| 1991                  | William Dudley                                                        | Marya                          |
| 1991                  | Nigel Lowery                                                          | The Illusion                   |
| 1992                  |                                                                       |                                |
| Mark Thompson         | The Comedy of Errors und Joseph and the Amazing Technicolor Dreamcoat |                                |
| Bob Crowley           | When She Danced, Murmuring Judges und The Night of the Iguana         |                                |
| Ashley Martin-Davis   | The Miser und The Recruiting Officer                                  |                                |
| Philip Prowse         | A Woman of No Importance und The White Devil                          |                                |
| 1993                  |                                                                       |                                |
| Ian MacNeil           | An Inspector Calls                                                    |                                |
| Bob Crowley           | Carousel, Henry IV, Part 1 und 2 und No Man’s Land                    |                                |
| Jerome Sirlin         | Kiss of the Spider Woman                                              |                                |
| Robin Wagner          | Crazy for You                                                         |                                |
| 1994                  |                                                                       |                                |
| Mark Thompson         | Hysteria                                                              |                                |
| Peter J Davison       | Medea                                                                 |                                |
| Ian MacNeil           | Machinal                                                              |                                |
| Anthony Ward          | The Winter’s Tale                                                     |                                |
| 1995                  |                                                                       |                                |
| Stephen Brimson Lewis | Design for Living und Les Parents terribles                           |                                |
| Lez Brotherston       | Neville’s Island                                                      |                                |
| Peter J Davison       | Le Cid und Saint Joan                                                 |                                |
| Anthony Ward          | Sweet Bird of Youth und The Tempest                                   |                                |
| 1996                  |                                                                       |                                |
| John Napier           | Burning Blue                                                          |                                |
| John Gunter           | Skylight, Absolute Hell und Twelfth Night                             |                                |
| Rob Howell            | The Glass Menagerie                                                   |                                |
| Anthony Ward          | A Midsummer Night’s Dream, La Grande Magia und The Way of the World   |                                |
| 1997                  |                                                                       |                                |
| Tim Hatley            | Stanley                                                               |                                |
| John Arnone           | Tommy                                                                 |                                |
| Paul Farnsworth       | Passion                                                               |                                |
| Mark Thompson         | ’Art’                                                                 |                                |
| 1998                  |                                                                       |                                |
| Tim Goodchild         | Three Hours After Marriage                                            |                                |
| William Dudley        | The Homecoming                                                        |                                |
| John Gunter           | The Peter Hall Company’s Season                                       |                                |
| Rob Howell            | Chips with Everything                                                 |                                |
| 1999                  |                                                                       |                                |
| Anthony Ward          | Oklahoma!                                                             |                                |
| Maria Björnson        | Britannicus und Phèdre                                                |                                |
| William Dudley        | Amadeus und Cleo, Camping, Emmanuelle and Dick                        |                                |
| Richard Hoover        | Not About Nightingales                                                |                                |
| Mark Thompson         | The Blue Room und The Unexpected Man                                  |                                |

### 2000–2002
| Jahr                             | Designer                                       | Produktion                                  |
| 2000                             |                                                |                                             |
| -------------------------------- | ---------------------------------------------- | ------------------------------------------- |
| 2000                             | Rob Howell                                     | Richard III, Troilus and Cressida und Vassa |
| 2000                             | Lez Brotherston                                | Spend, Spend, Spend                         |
| 2000                             | Maria Björnson                                 | Plenty                                      |
| 2000                             | Richard Hudson                                 | The Lion King                               |
| 2001                             |                                                |                                             |
| William Dudley                   | All My Sons                                    |                                             |
| Bunny Christie                   | Baby Doll                                      |                                             |
| Rob Howell                       | The Caretaker                                  |                                             |
| Brian Thomson                    | The King and I                                 |                                             |
| 2002                             |                                                |                                             |
| Tim Hatley                       | Humble Boy und Private Lives                   |                                             |
| Lez Brotherston                  | The Little Foxes und A Midsummer Night’s Dream |                                             |
| Julian Crouch und Graeme Gilmour | Shockheaded Peter                              |                                             |
| Robin Wagner                     | Kiss Me, Kate                                  |                                             |
| Anthony Ward                     | My Fair Lady                                   |                                             |